# Selección femenina de baloncesto de Bélgica
La selección femenina de baloncesto de Bélgica es el equipo formado por jugadoras de nacionalidad belga que representa a la Federación Belga de Baloncesto en las competiciones internacionales organizadas por la Federación Internacional de Baloncesto (FIBA) o el Comité Olímpico Internacional (COI): los Juegos Olímpicos, la Copa Mundial de Baloncesto y el EuroBasket.
La primera aparición de Bélgica en un torneo internacional importante se produjo en el EuroBasket de 1950. En total, el equipo ha participado en el Campeonato de Europa catorce veces. Sus mejores resultados en el evento son ganar el título dos veces, en 2023 y 2025, y dos terceros puestos (2017 y 2021). Bélgica también ha competido en el escenario mundial, donde ha hecho dos apariciones en la Copa del Mundo (2018 y 2022) y una en los Juegos Olímpicos (2020).

## Plantillas medallistas
- Europeo 2017 -  3.º

Marjorie Carpréaux, Antonia Delaere, Serena-Lynn Geldof, Sofie Hendrickx, Kyara Linskens, Emma Meesseman, Hanne Mestdagh, Kim Mestdagh, Heleen Nauwelaers, Jana Raman, Julie Vanloo, Ann Wauters. Seleccionador:  Philip Mestdagh
- Europeo 2021 -  3.º

Julie Allemand, Marjorie Carpréaux, Antonia Delaere, Serena-Lynn Geldof, Kyara Linskens, Becky Massey, Billie Massey, Emma Meesseman, Hanne Mestdagh, Kim Mestdagh, Heleen Nauwelaers, Julie Vanloo. Seleccionador: Philip Mestdagh
- Europeo 2023 -  1.º

Julie Allemand, Antonia Delaere, Serena-Lynn Geldof,  Maxuella Lisowa-Mbaka, Kyara Linskens, Becky Massey, Billie Massey, Emma Meesseman, Bethy Mununga, Elise Ramette, Laure Résimont, Julie Vanloo. Seleccionador: Rachid Meziane
- Europeo 2025 -  1.º

Julie Allemand, Nastja Claessens, Antonia Delaere, Ine Joris, Kyara Linskens, Maxuella Lisowa-Mbaka, Becky Massey, Emma Meesseman, Bethy Mununga, 
Elise Ramette, Julie Vanloo, Marie Vervaet. Seleccionador: Mike Thibault

## Historial

### Juegos Olímpicos
| Baloncesto en los Juegos Olímpicos | Baloncesto en los Juegos Olímpicos | Baloncesto en los Juegos Olímpicos | Baloncesto en los Juegos Olímpicos | Baloncesto en los Juegos Olímpicos | Baloncesto en los Juegos Olímpicos |
| ---------------------------------- | ---------------------------------- | ---------------------------------- | ---------------------------------- | ---------------------------------- | ---------------------------------- |
| Montreal 1976:                     | No clasificó                       | Moscú 1980:                        | No clasificó                       | Los Ángeles 1984:                  | No clasificó                       |
| Seúl 1988:                         | No clasificó                       | Barcelona 1992:                    | No clasificó                       | Atlanta 1996:                      | No clasificó                       |
| Sídney 2000:                       | No clasificó                       | Atenas 2004:                       | No clasificó                       | Pekín 2008:                        | No clasificó                       |
| Londres 2012:                      | No clasificó                       | Río 2016:                          | No clasificó                       | Tokio 2020:                        | 7º                                 |
| París 2024:                        | 4º                                 |                                    |                                    |                                    |                                    |

### Mundiales
| Copa Mundial de Baloncesto Femenino | Copa Mundial de Baloncesto Femenino | Copa Mundial de Baloncesto Femenino | Copa Mundial de Baloncesto Femenino | Copa Mundial de Baloncesto Femenino | Copa Mundial de Baloncesto Femenino |
| ----------------------------------- | ----------------------------------- | ----------------------------------- | ----------------------------------- | ----------------------------------- | ----------------------------------- |
| 1953:                               | No clasificó                        | 1957:                               | No clasificó                        | 1959:                               | No clasificó                        |
| 1964:                               | No clasificó                        | 1967:                               | No clasificó                        | 1971:                               | No clasificó                        |
| 1975:                               | No clasificó                        | 1979:                               | No clasificó                        | 1983:                               | No clasificó                        |
| 1986:                               | No clasificó                        | 1990:                               | No clasificó                        | 1994:                               | No clasificó                        |
| 1998:                               | No clasificó                        | 2002:                               | No clasificó                        | 2006:                               | No clasificó                        |
| 2010:                               | No clasificó                        | 2014:                               | No clasificó                        | 2018:                               | 4º                                  |
| 2022:                               | 5º                                  | 2026:                               | ?                                   |                                     |                                     |

### Eurobasket
| Campeonato Europeo de Baloncesto Femenino | Campeonato Europeo de Baloncesto Femenino | Campeonato Europeo de Baloncesto Femenino | Campeonato Europeo de Baloncesto Femenino | Campeonato Europeo de Baloncesto Femenino | Campeonato Europeo de Baloncesto Femenino |
| ----------------------------------------- | ----------------------------------------- | ----------------------------------------- | ----------------------------------------- | ----------------------------------------- | ----------------------------------------- |
| 1938:                                     | No clasificó                              | 1950:                                     | 8º                                        | 1952:                                     | No clasificó                              |
| 1954:                                     | No clasificó                              | 1956:                                     | No clasificó                              | 1958:                                     | No clasificó                              |
| 1960:                                     | 10º                                       | 1962:                                     | 10º                                       | 1964:                                     | No clasificó                              |
| 1966:                                     | No clasificó                              | 1968:                                     | 7º                                        | 1970:                                     | 12º                                       |
| 1972:                                     | No clasificó                              | 1974:                                     | No clasificó                              | 1976:                                     | 12º                                       |
| 1978:                                     | No clasificó                              | 1980:                                     | 13º                                       | 1981:                                     | No clasificó                              |
| 1983:                                     | No clasificó                              | 1985:                                     | 12º                                       | 1987:                                     | No clasificó                              |
| 1989:                                     | No clasificó                              | 1991:                                     | No clasificó                              | 1993:                                     | No clasificó                              |
| 1995:                                     | No clasificó                              | 1997:                                     | No clasificó                              | 1999:                                     | No clasificó                              |
| 2001:                                     | No clasificó                              | 2003:                                     | 6º                                        | 2005:                                     | No clasificó                              |
| 2007:                                     | 7º                                        | 2009:                                     | No clasificó                              | 2011:                                     | No clasificó                              |
| 2013:                                     | No clasificó                              | 2015:                                     | No clasificó                              | 2017:                                     | Medalla de bronce                         |
| 2019:                                     | 5º                                        | 2021:                                     | Medalla de bronce                         | 2023:                                     | Medalla de oro                            |
| 2025:                                     | Medalla de oro                            | 2027:                                     | ?                                         |                                           |                                           |

## Palmarés
- EuroBasket:
  -   Campeón (2): 2023, 2025
  -  Tercer lugar (2): 2017, 2021